# Mário de Carvalho (Kameramann)
Mário Guilherme Sequeira Ginga de Carvalho (* 3. November 1950 in Amadora) ist ein portugiesischer Kameramann.

## Leben
Als Jugendlicher interessierte er sich für Fotografie. Von 1969 bis 1971 war er Praktikant in der Filmabteilung des damals staatlichen und einzigen portugiesischen Fernsehsenders RTP. Seinen Militärdienst, während des portugiesischen Kolonialkriegs, leistete er in der Filmabteilung der Serviços Cartográficos do Exército (portugiesisch für: Kartografischer Dienst des Heeres), wo er die Kamera für zahllose Aufnahmen und Beiträge bediente, vor allem für die Fernsehsendung Ao Serviço da Nação (portugiesisch für: Im Dienst der Nation).
Nach der Nelkenrevolution 1974 arbeitete er ein halbes Jahr für die Filmproduktionsgesellschaft Produções Francisco de Castro, wo er Kameraassistent für António Escudeiro war. 1975 assistierte er zunächst Robby Müller bei seiner Arbeit für Peter Lilienthals Film Es herrscht Ruhe im Land, um danach wieder eng mit Escudeiro zusammenzuarbeiten. So assistierte er ihm in Filmen wie Os Demónios de Alcácer-Kibir von Regisseur José Fonseca e Costa (1976), O Rei das Berlengas von Regisseur Artur Semedo (1978) oder den Regiearbeiten von Escudeiro selbst, darunter die Fernsehserie Cantigamente (1976).
1978 wurde er dann schließlich selbst hauptverantwortlicher Kameramann, zunächst in der RTP-Fernsehreihe Autoretratos – Ivone Silva ‘A Faz Tudo’ von Regisseur José Fonseca e Costa, danach in einer Vielzahl Kinofilme und Fernsehproduktionen. Insbesondere seine Arbeit in José Álvaro Morais Meisterwerk O Bobo (Goldener Leopard 1987) brachte ihm viel Anerkennung und etablierte ihn unter den anerkanntesten Kameraleuten seiner Generation des Portugiesischen Films.
Es folgte eine langjährige regelmäßige Arbeit als Kameramann, ab 1989 auch mehrfach für französische Fernsehproduktionen. Parallel gründete er 1981, zusammen mit António Vaz da Silva, die Produktionsfirma Metrofilme, die insbesondere für internationale Produktionen in Portugal tätig wurde, darunter In der weissen Stadt (1983, Regie: Alain Tanner), La ville des pirates (1983, Regie: Raúl Ruiz) oder Die Spieler (1984, Regie: Barbet Schroeder).
Seit 2001 trat er nur noch selten in Erscheinung. Irrtümlich wird ihm gelegentlich die Mitarbeit an Drehbüchern zugeschrieben, die in der Regel jedoch von seinem Namensvetter stammt, dem Schriftsteller Mário de Carvalho (* 1944 in Lissabon).

## Filmografie
- 1981: Velhos São os Trapos; Regie: Monique Rutler
- 1981: Tendresse; Regie: José Lã Correia
- 1983: Um S Marginal; Regie: José de Sá Caetano
- 1984: Azul, Azul; Regie: José de Sá Caetano
- 1985: Moura Encantada; Regie: Manuel Costa e Silva
- 1987: O Bobo; Regie: José Álvaro Morais
- 1987: O Querido Lilás; Regie: Artur Semedo
- 1987: Iratan e Iracema; Regie: Paulo Guilherme d' Eça Leal
- 1989: A Grande Aventura (Fernsehserie, eine Folge)
- 1989: Le commissaire épate le FBI (Fernsehfilm); Regie: Edmond Tiborovsky
- 1991: O Sobreiro (Doku., Fernsehfilm); Regie: Jorge Marecos Duarte
- 1991–1994: Commissaire Chabert (Fernsehserie, zwei Folgen)
- 1990–1992 Le triplé gagnant (frz. Fernsehserie, drei Folgen)
- 1992: Feu Adrien Muset (Fernsehfilm); Regie: Jacques Besnard
- 1993: Le réveillon, c'est à quel étage? (Fernsehfilm); Regie: Serge Korber
- 1993: Van Loc: un grand flic de Marseille (Fernsehserie, eine Folge)
- 1994: Passagem por Lisboa; Regie: Eduardo Geada
- 1994: L'aigle et le cheval (Fernsehfilm); Regie: Serge Korber
- 1994: Le cascadeur (Fernsehserie, eine Folge)
- 1996: Les Bidochon; Regie: Serge Korber
- 1996: L'histoire du samedi (Fernsehserie, eine Folge)
- 1996: Attends-moi (Fernsehfilm); Regie: François Luciani
- 1997: Porto Santo; Regie: Vicente Jorge Silva
- 1998: Mes enfants étrangers (Fernsehfilm); Regie: Olivier Langlois
- 1998–2000: Médico de Família (Fernsehserie, 98 Folgen)
- 1999: Residencial Tejo (Fernsehserie)
- 2001: Maigret (Fernsehserie, eine Folge)
- 2001: Bastidores (Fernsehserie)